# Teucholabis chalybeiventris
Teucholabis chalybeiventris är en tvåvingeart som först beskrevs av Friedrich Hermann Loew 1861.  Teucholabis chalybeiventris ingår i släktet Teucholabis och familjen småharkrankar. Inga underarter finns listade i Catalogue of Life.